# کیرین

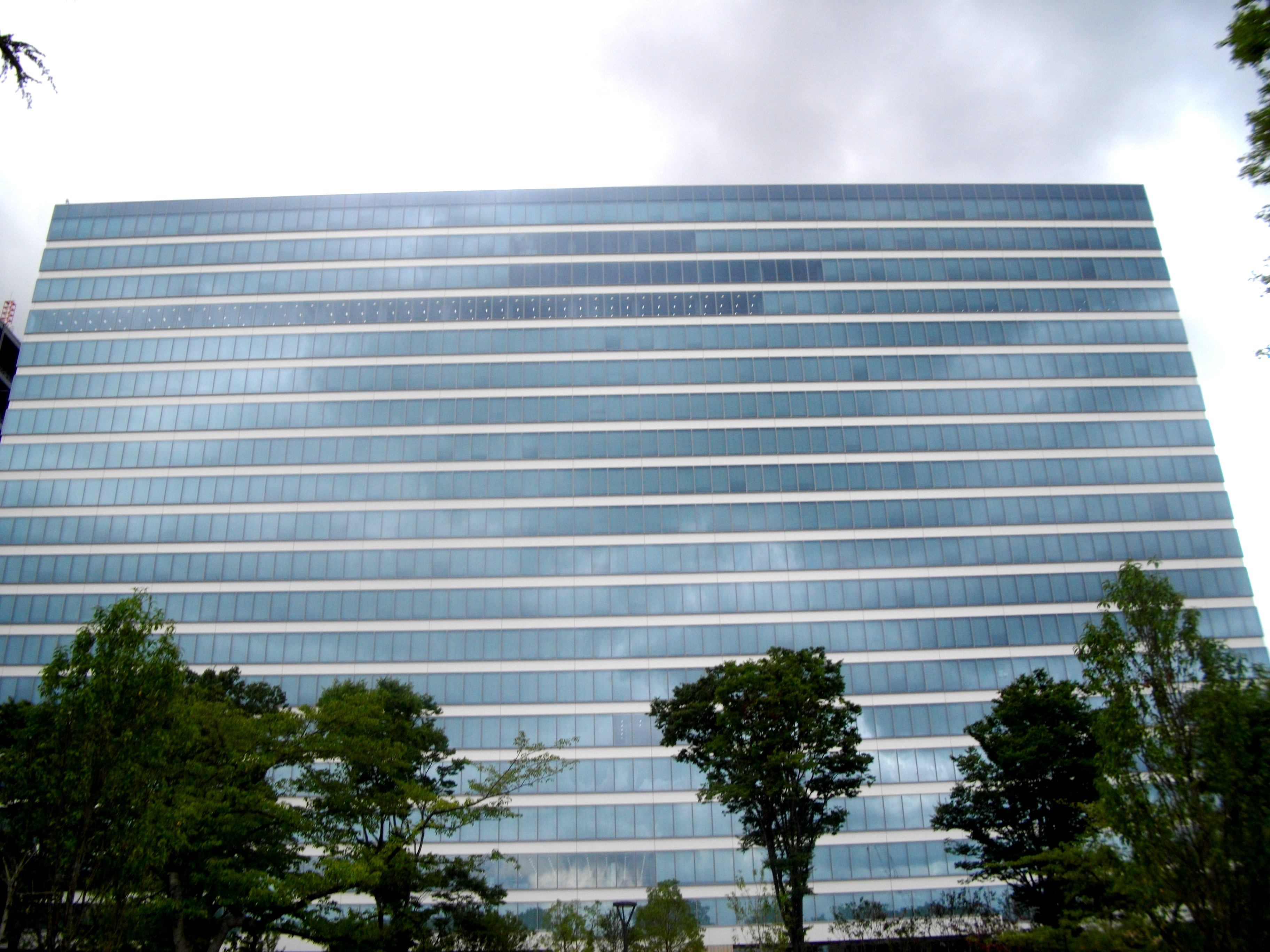
ساختمان دفتر مرکزی کیرین

کیرین (به ژاپنی: 麒麟麦酒株式会社) شرکت صنایع غذایی ژاپنی است، که در زمینه تولید نوشیدنی‌های الکلی؛ با تمرکز بر شراب، آبجو، ودکا، لیکور و تکیلا، نوشابه و نیز داروهای شیمیایی فعالیت می‌نماید.
شرکت کیرین در سال ۱۸۸۵ تأسیس شد و در حال حاضر از زیرمجموعه‌های گروه میتسوبیشی به‌شمار می‌آید و به‌عنوان بزرگترین تولیدکننده نوشیدنی در کشور ژاپن محسوب می‌شود.
دفتر مرکزی این شرکت در شهر شیبویا، توکیو، ژاپن قرار دارد و بخشی از سهام آن در بازارهای بورس توکیو، بورس اوساکا و بورس لندن معامله می‌شود.